# Шепетівський краєзнавчий музей
Шепетівський краєзнавчий музей — краєзнавчий музей у місті Шепетівці (райцентр на Хмельниччині), значний культурний осередок, зібрання матеріалів з подій історії та персоналій міста й району.

## Загальні дані
Шепетівський краєзнавчий музей міститься в історичній будівлі, що є пам'яткою архітектури місцевого значення, за адресою:
вул. Героїв Небесної Сотні, буд. 52, м. Шепетівка (Хмельницька область, Україна).

## З історії музею
Краєзнавчий музей у Шепетівці був заснований у 1926 році як Шепетівський окружний краєзнавчий музей.
У 1929 році музейний заклад мав 3 основні відділи: природничий, соціально-економічний та культурно-історичний. Соціально-економічний відділ (найбільший), зокрема, зберігав вироби кустарної промисловості, рукописи, стародруки, монети, археологічні старожитності.
Першим директором музею був В. Кочубей, член Шепетівського археологічного товариства. Він же очолював Шепетівське наукове товариство при Українській Академії Наук, яке діяло протягом 1926—30 років на базі музею і було осередком наукових досліджень Південно-Східної Волині.
У період тимчасової окупації міста німецько-фашистськими загарбниками під час Другої світової війни експонати музею були розграбовані, а сам заклад припинив своє існування.

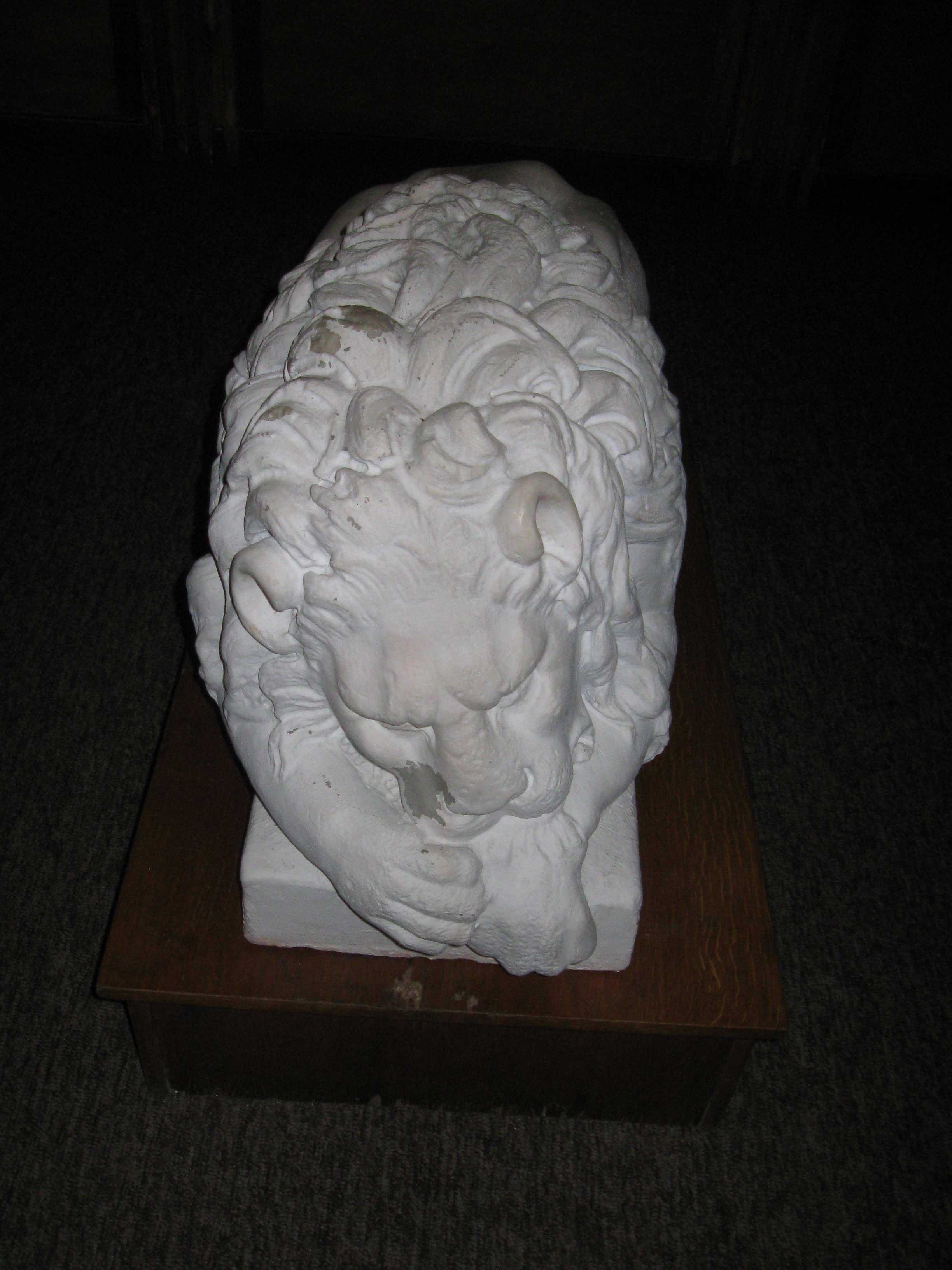
Вціліла фігура лева

1975 року в Шепетівці розпочав свою роботу Шепетівський історико-краєзнавчий музей на громадських засадах. На його базі у 1980 році створено музей — відділ Хмельницького обласного краєзнавчого музею. 
У 1982 році відкрито нову експозицію, яку оформив художник Я. Павлович (м. Хмельницький).
За незалежної України, у 1993—94 роках проведено реконструкцію окремих розділів музею, зокрема «Археологічні старожитності Шепетівщини», «Соціально-економічний розвиток краю в XIX на початку XX ст.» (досліджено та введено тему «Тріумф та трагедія 30-х років»).
У 2001 році до 10-ї річниці Незалежності України відкрито виставку «Шепетівщина за роки незалежності».
Наприкінці 2000-х років, а саме в середині січня 2008 року сталась неприємна подія — зловмисники викрали одного з двох мармурових левів, що прикрашав вхід до музею. Цих левів з селища Антонін Красилівського району, з маєтку Потоцьких, привіз колишній голова ревкому, знана і авторитетна у той час людина Іван Семенович Лінник. З приводу крадіжки була порушена кримінальна справа. Відтоді другий лев зберігається всередині приміщення Шепетівського краєзнавчого музею.

## Експозиція та фонди, структура
У Шепетівському краєзнавчому музеї виставлено понад 2 тисячі експонатів у 5 залах:
- археологічна зала — передня зала (фоє музею), тут виставлено окремі артефакти, знайдені в ході археологічних розкопок на Шепетівщині;
- природнича зала — розкриває природні і тваринні багатства лісового Шепетівського краю;
- історична — висвітлює історичний поступ міста і краю упродовж віків, має вітрини, присвячені культурному розвиткові, видатним персоналіям, пов'язаним із Шепетівщиною;
- зала ІІ Світової війни — містить окремі раритети, пов'язані із ІІ Світовою війною, розповідає про місце Шепетівщини у війні;
- етнографічна зала — одна з найбагатших, висвітлює етнографічні особливості цього закутку Волині; привертає увагу реконструкція традиційного житла українців Шепетівшини.

Головна експозиція музею розповідає про історію міста та району від доби неоліту і до сьогодення. 
Етнографію та побут краю представлено в розділі «Інтер'єр селянського житла XIX ст.», який викликає незмінний інтерес у відвідувачів, знайомить їх із виробами гончарства, ткацтва, лозоплетіння, вишивками майстринь Шепетівщини тощо.

## Виноски
1. ↑  Будинок Шепетівського краєзнавчого музею на www.encyclosights.com. Архів оригіналу за 2 листопада 2021. Процитовано 16 травня 2010.
2. ↑  Сахнюк Лілія Зловмисники викрали мармурового лева. Другого не встигли. [Архівовано 5 грудня 2008 у Wayback Machine.] // «Шепетівський вісник» за 17 січня 2008 року